# Кояжало, Луи Альфонс
Луи Альфонс Даниэль Кояжало Нгбасе те Геренгбо (фр. Louis Alphonse Daniel Koyagialo Ngbase te Gerengbo; 23 марта 1947, Якома, Бельгийское Конго — 14 декабря 2014, Йоханнесбург, ЮАР) — конголезский государственный деятель, исполняющий обязанности премьер-министра Демократической Республики Конго (2012).

## Биография
Родился в Экваториальной провинции, там же где и многолетний президент Заира Мобуту Сесе Секо. Принадлежал к местной правящей семье кумбу.
Получил высшее юридическое образование в Университете Лованиум (ныне Университета Киншасы).
В 1972 году поступил на государственную службу в качестве юридического консультанта Национального Управления жилья, в следующем году перешел в Министерство социальных дел.
- 1979—1980 гг. — региональный директор в провинции Шаба,
- 1980—1982 гг. — региональный комиссар в Ликаси.
- 1982—1985 гг. — городской комиссар Лубумбаши,
- 1985 г. — вице-губернатор провинций Восточное Касаи и Киву,
- 1986—1990 гг. — губернатор провинции Шаба (впоследствии переименованной в Катангу).

В сентябре 2011 года он был назначен заместителем премьер-министра, министром почт, телефонной связи и телекоммуникаций. Весной 2012 года исполнял обязанности премьер-министра Демократической Республики Конго после отставки кабинета во главе с Адольфом Музито.
С 2013 года являлся губернатором Экваториальной провинции.
В апреле 2006 года опубликовал книгу, описывающую резню студентов в университете Лубумбаши в 1990 году, в которой утверждал, что во время этих событий погиб лишь один студент. Это соответствует официальной позиции правительства Демократической Республики Конго. Альтернативные источники дают различные оценки числа погибших, от 50 до 150 человек.
Скончался в декабре 2014 года в ЮАР.